# Armen Gasparian
Armen Soumbatovitch Gasparian (Арме́н Сумба́тович Гаспаря́н), né le 4 juillet 1975 à Moscou, est un propagandiste, animateur de radio, blogueur et écrivain russe. Il est l'auteur de livres destinés au grand public à propos de l'histoire de la Russie au XXe siècle et l'un des coauteurs du manuel d'histoire Histoire de Russie pour les élèves de la Xe classe.

## Biographie
Il naît à Moscou dans une famille d'origine arménienne. Il est inscrit dans son enfance au komsomol. Il est diplômé de la faculté de journalisme de l'Université d'État de Moscou en 1996.
Il est l'auteur à la radio Jeunesse («Юность») (1999-2000 et 2002-2006) des émissions Le Dernier assaut, Histoire récente, La Diplomatie russe: patrie et destin. Ensuite sur les ondes de la radio Maïak (2000-2001 et 2006-2008), il dirige des émissions historiques: Les Grandes victoires de la Grande Guerre patriotique, La Seconde Guerre mondiale: des voix inconnues de l'histoire, Les Russes en dehors de la Russie. Il travaille ensuite pour La Voix de la Russie de 2008 à 2014 et conduit des cycles d'émissions comme Les Étrangers en Russie, Mythes à propos de la guerre, etc. Sur Vesti-FM, il anime toute une série d'émissions de débats.
D'avril 2012 à septembre 2013, il est rédacteur-en-chef du service russe de la station de radio La Voix de la Russie («Голос России» ), puis dirige des émissions ou des projets de coordination sur cette radio,.
En avril 2014, il devient membre du conseil d'administration de l'agence de presse Russie aujourd'hui («Россия сегодня»).
Le 3 novembre 2014, il participe à l'ouverture de la diffusion de la station de radio russe Spoutnik en Arménie (106,0 MHz à Erevan).

### Écrivain et publiciste
Gasparian a publié plusieurs livres sur les services secrets soviétiques entre les deux guerres en occident qui ont fait l'objet d'émissions dans les radios Écho de Moscou et Radonej, sur NTV Mir, etc. De 2006 à 2010, il tient un blog sur l'histoire du mouvement blanc qui le fait connaître auprès d'un grand public. En 2013, il entre au conseil central de la Société russe d'histoire militaire,.
Gasparian est membre de l'Union des écrivains de Russie. Il est membre de l'Union des journalistes de Russie et de la Société pour l'étude de l'histoire des services spéciaux russes.

## Sanctions
En mars 2015, Gasparian est interdit de territoire par les autorités de Moldavie jusqu'en 2020 à cause de ses propos tenus sur La Voix de la Russie en défense de la Russie dans son conflit avec l'Ukraine.

## Livres publiés
- Armen Gasparian, Операция «Трест». Советская разведка против русской эмиграции. 1921-1937 гг., М., Вече ,  (ISBN 978-5-9533-3534-8)
- Audiolivre «Русские вне России» [Les Russes en dehors de la Russie], 2007
- Armen Gasparian, ОГПУ против РОВС. Тайная война в Париже. 1924-1939 гг., М., Вече, 2008,  (ISBN 978-5-9533-2727-5)
- Armen Gasparian, Неизвестные страницы Великой Отечественной войны, М., Вече, 2012,  (ISBN 978-5-9533-6597-0)
- Armen Gasparian, Генерал Скоблин. Легенда советской разведки, М., Вече, 2012, Военный архив,  (ISBN 978-5-9533-6441-6)
- Armen Gasparian, Убить Сталина: реальные истории покушений и заговоров против советского вождя, М, Эксмо, 2016,  (ISBN 978-5-699-92334-2), Тайные смыслы истории
- Armen Gasparian, Тайна личности Ленина: спаситель народа или разрушитель империи?, М., Эксмо, 2016, Тайные смыслы истории,  (ISBN 978-5-699-90327-6)
- Armen Gasparian, Россия в огне Гражданской войны: подлинная история самой страшной братоубийственной войны, М., Эксмо, 2016, Тайные смыслы истории,  (ISBN 978-5-699-885992)
- Armen Gasparian, Крах Великой империи: загадочная история самой крупной геополитической катастрофы, М., Эксмо, 2016, Тайные смыслы истории,  (ISBN 978-5-699-87367-8)
- Armen Gasparian, Генерал Скоблин: легенда советской разведки, СПб., Питер, 2017,  (ISBN 978-5-4461-0349-2)
- Armen Gasparian, Операция "Трест": шпионский маршрут Москва — Берлин — Париж, блестящий дебют чекистов, крах Белой эмиграции, СПб., Питер, 2017,  (ISBN 978-5-4461-0372-0)
- Armen Gasparian, Война после победы. Бандера и Власов: приговор без срока давности: как предатели становятся "героями" националистов, история борьбы с пятой колонной, СПб., Питер, 2017,  (ISBN 978-5-4461-0346-1)
- Armen Gasparian, Россия и Германия. Друзья или враги?, М., Эксмо, 2016,  (ISBN 978-5-699-95194-9)
- Armen Gasparian, Россия и Германия. Друзья или враги?, М., Эксмо, 2017,  (ISBN 978-5-699-95193-2)
- Armen Gasparian, Денацификация Украины: страна невыученных уроков, СПб., Питер, 2018,  (ISBN 978-5-4461-0707-0)
- Armen Gasparian, 1941-1945. Оболганная война: НКВД и СМЕРШ: легенды и факты, 16 мифов о Рейхе, дивизии СС: кровавый путь, Российское военно-историческое общество, СПб., Питер, 2018,  (ISBN 978-5-4461-0493-2)
- Armen Gasparian, Ложь Посполита, СПб., Питер, 2018,  (ISBN 978-5-4461-0806-0)
- Armen Gasparian, Dmitri Koulikov, Gueorgui Saralidzé, Революция 1917 года. Как это было?, СПб., Питер, 2019,  (ISBN 978-5-4461-1025-4), Наш XX век. Как это было?
- Armen Gasparian, Dmitri Koulikov, Gueorgui Saralidzé, Эхо войны. Неудобная правда, СПб., Питер, 2019,  (ISBN 978-5-4461-1033-9), Наш XX век. Как это было?
- Armen Gasparian, Dmitri Koulikov, Gueorgui Saralidzé, Оттепель. Как это было?, СПб., Питер, 2019,  (ISBN 978-5-4461-1050-6), Наш XX век. Как это было?
- Armen Gasparian, Dmitri Koulikov, Gueorgui Saralidzé, Эпоха застоя. Как это было?, СПб., Питер, 2019,  (ISBN 978-5-4461-1092-6), Наш XX век. Как это было?
- Armen Gasparian, Dmitri Koulikov, Gueorgui Saralidzé, Перестройка. Как это было?, СПб., Питер, 2019,  (ISBN 978-5-4461-1041-4), Наш XX век. Как это было?
- Armen Gasparian, Dmitri Koulikov, Gueorgui Saralidzé, Вожди и лидеры. Как это было?, СПб., Питер, 2019,  (ISBN 978-5-4461-1032-2), Наш XX век. Как это было?